# あまから家族
『あまから家族』（あまからかぞく）は、1975年10月5日から1976年9月26日まで日本テレビ系列局で放送されていた日本テレビ製作のトークバラエティ番組である。放送時間は毎週日曜 18:30 - 19:00 （日本標準時）。
後述の通り、この番組は男性司会者の相次ぐ交代によってタイトルが一定しなかったため、本項は便宜上1976年2月から同年3月まで使われていた出演者名の無いタイトルを記事名とする。

## 概要
毎回様々な家族をゲストに招いていた番組で、家族が共有してきた喜びと悲しみを司会のミヤコ蝶々と男性司会者がユニークな話術で引き出していた。
当初は7代目立川談志が蝶々のパートナーを務めており、その当時の番組タイトルは『蝶々・談志のあまから家族』だった。しかし、談志は沖縄開発庁の政務次官に就いてわずか1か月の1976年1月、国会での発言が元で政務次官を辞任することになった。それに伴って本番組も、既に収録済みだった1976年2月1日放送分をもって降板することが決まったため、急遽番組はタイトルから出演者名を外し、日本テレビの局アナウンサーなどを代理に立てることで間を繋いだ。そして同年4月4日放送分からは湯原昌幸が蝶々の新パートナーになることが決まり、以後は最終回まで司会メンバーが変わることはなかった。ただし、同日からのタイトルは『蝶々のあまから家族』となっており、湯原の名は入っていなかった。

## 番組タイトルと司会者の変遷
| タイトル                 | 女性司会者 | 男性司会者    | 期間                          |
| ------------------------ | ---------- | ------------- | ----------------------------- |
| 蝶々・談志のあまから家族 | ミヤコ蝶々 | 7代目立川談志 | 1975年10月5日 - 1976年2月1日  |
| あまから家族             | ミヤコ蝶々 | 徳光和夫      | 1976年2月8日 - 1976年2月15日  |
| あまから家族             | ミヤコ蝶々 | 千昌夫        | 1976年2月22日 - 1976年2月29日 |
| あまから家族             | ミヤコ蝶々 | 福留功男      | 1976年3月7日 - 1976年3月28日  |
| 蝶々のあまから家族       | ミヤコ蝶々 | 湯原昌幸      | 1976年4月4日 - 1976年9月26日  |

## 放映ネット局
いずれもキー局と同時ネット。系列は当番組終了時（1976年9月）のもの。
| 放送対象地域   | 放送局       | 系列                                         | 備考             |
| -------------- | ------------ | -------------------------------------------- | ---------------- |
| 関東広域圏     | 日本テレビ   | 日本テレビ系列                               | 制作局           |
| 北海道         | 札幌テレビ   | 日本テレビ系列                               | [ 注釈 1 ] [ 1 ] |
| 青森県         | 青森放送     | 日本テレビ系列 テレビ朝日系列                |                  |
| 岩手県         | テレビ岩手   | 日本テレビ系列 テレビ朝日系列                |                  |
| 宮城県         | ミヤギテレビ | 日本テレビ系列                               |                  |
| 秋田県         | 秋田放送     | 日本テレビ系列                               |                  |
| 山形県         | 山形放送     | 日本テレビ系列                               |                  |
| 山梨県         | 山梨放送     | 日本テレビ系列                               |                  |
| 富山県         | 北日本放送   | 日本テレビ系列                               | [ 2 ]            |
| 福井県         | 福井放送     | 日本テレビ系列                               | [ 2 ]            |
| 中京広域圏     | 中京テレビ   | 日本テレビ系列                               |                  |
| 近畿広域圏     | 読売テレビ   | 日本テレビ系列                               |                  |
| 鳥取県・島根県 | 日本海テレビ | 日本テレビ系列                               |                  |
| 広島県         | 広島テレビ   | 日本テレビ系列                               |                  |
| 山口県         | 山口放送     | 日本テレビ系列                               |                  |
| 香川県         | 西日本放送   | 日本テレビ系列                               |                  |
| 愛媛県         | 南海放送     | 日本テレビ系列                               |                  |
| 高知県         | 高知放送     | 日本テレビ系列                               |                  |
| 福岡県         | 福岡放送     | 日本テレビ系列                               |                  |
| 長崎県         | テレビ長崎   | 日本テレビ系列 フジテレビ系列                | [ 注釈 2 ]       |
| 鹿児島県       | 鹿児島テレビ | 日本テレビ系列 フジテレビ系列 テレビ朝日系列 |                  |